# Raoul Peeters
Raoul Peeters (Mechelen, 1 januari 1947) is een Belgische technisch directeur. Hij werkt voor Racing Mechelen

## Carrière
Peeters begon in de jeugd van Lierse SK, waar hij niet kon doorbreken. Nadien speelde hij nog enkele jaren voor Duffel, alvorens zich midden jaren 70 toe te leggen op het trainerschap. Eerst combineerde hij zijn functie als coach samen met die van speler. Nadien werd hij bij Racing Mechelen de assistent van Ernst Künnecke. Hij volgde hem uiteindelijk in 1977 op als hoofdcoach, het begin van zijn loopbaan als trainer. Vervolgens werd hij bij Berchem Sport de assistent van Urbain Haesaert. Nog in de eerste helft van het seizoen stapte Haesaert op, waarna Peeters zijn taken als hoofdcoach overnam. Bij Berchem werkte Peeters in die dagen nog samen met leeftijdsgenoot Dick Advocaat. 
Peeters kreeg in de loop der jaren verschillende clubs onder zijn hoede. Een paar keer was hij ook actief in Eerste Klasse, zoals in de jaren 90 met KV Oostende. De club deed ook in 2003 ook een beroep op Peeters. Hij bezorgde de kustploeg toen onverhoopt de promotie. Maar er waren ook minder succesvolle periodes, zoals zijn kort verblijf bij tweedeklasser Beerschot VAC en het knokken tegen de degradatie bij KSV Roeselare.
Maar ondanks dus enkele seizoenen op het hoogste niveau kende Peeters zijn grootste successen vooral in de lagere divisies. Bij bijna elke club waar hij ooit actief was als coach dwong hij de promotie af. In september 2010 keerde hij voor na 30 jaar terug naar zijn oude liefde Racing Mechelen, waar hij Yves Van Borm opvolgde. En ook met Racing Mechelen speelde hij kampioen.